# 谢罗
谢罗，是西班牙安达卢西亚自治区阿尔梅里亚省的一个市镇。 总面积27km2, 总人口452人（2001年），人口密度17人/km2。